# Segen

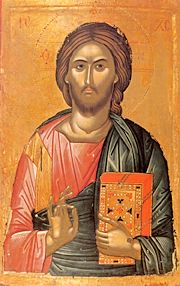
Segensgestus auf einer Christusikone

Segen (althochdeutsch segan, auch segon, segin, segen, entlehnt aus lateinisch signum ‚Zeichen, Abzeichen, Kennzeichen‘, ab dem späten 2. Jahrhundert auch ‚Kreuzzeichen‘) bezeichnet in vielen Religionen ein Gebet oder einen Ritus, wodurch Personen oder Sachen Anteil an göttlicher Kraft oder Gnade bekommen sollen. Der christliche Begriff Segen, fachsprachlich auch Benediktion, entspricht dem lateinischen Wort benedictio, abgeleitet von benedicere aus bene ‚gut‘ und dicere ‚sagen‘, also eigentlich ‚von jemandem gut sprechen, jemanden loben, preisen‘. Im Kirchenlatein bedeutete benedicere später auch ‚segnen, benedeien, den Segen aussprechen über usw.‘
Ziel des Segens bzw. Segnens (lateinisch signandum) ist die Förderung von Glück und Gedeihen oder die Zusicherung von Schutz und Bewahrung. Der Segen erfolgt mittels Worten und Gebärden (z. B. Handauflegung, Segensgestus, Kreuzzeichen, Salbung), die die wohltätige Zuwendung eines Gottes zu der gesegneten Person oder der gesegneten Sache symbolisieren (siehe Segenszeichen).
Im weiteren Sinne und davon abgeleitet wird das Wort Segen auch verwendet, um Freude über ein Geschenk oder eine Situation zu beschreiben („Dieses Kind ist ein Segen für uns“) oder um Fülle auszudrücken (Erntesegen, Geldsegen). Als Gegenteil des Segens wird schon im Buch Genesis der Fluch verstanden (Gen 12,3 ). Auch wird das Wort „Segen“ umgangssprachlich ironisch für eine unwillkommene oder allzu reichliche Gabe verwendet.

## Judentum
Das hebräische Wort ברך barach für ‚segnen‘ erscheint erstmals am fünften Tag der Schöpfungsgeschichte, bei der Erschaffung der Seetiere und der Vögel. Die Schöpfung des sechsten Tages, die Tiere des Landes und den Menschen, segnet Gott in derselben Weise. „Gott segnete sie und sprach: Seid fruchtbar und vermehrt euch und bevölkert das Wasser im Meer und die Vögel sollen sich auf dem Land vermehren“ (Gen 1,22 ).
Im Judentum spielen die Geschichte des Segens, sein individueller oder kollektiver Verlust bzw. seine Bewahrung eine existenzielle Rolle (siehe dazu: Bracha).
In Numeri 6,24–26  wird der aaronitische Segen eingeführt: „Der Herr segne dich und behüte dich, der Herr lasse sein Angesicht leuchten über dir und sei dir gnädig. Der Herr hebe sein Angesicht über dich und gebe dir Frieden.“  Die Segensformel wird bis heute in Judentum und Christentum verwendet.

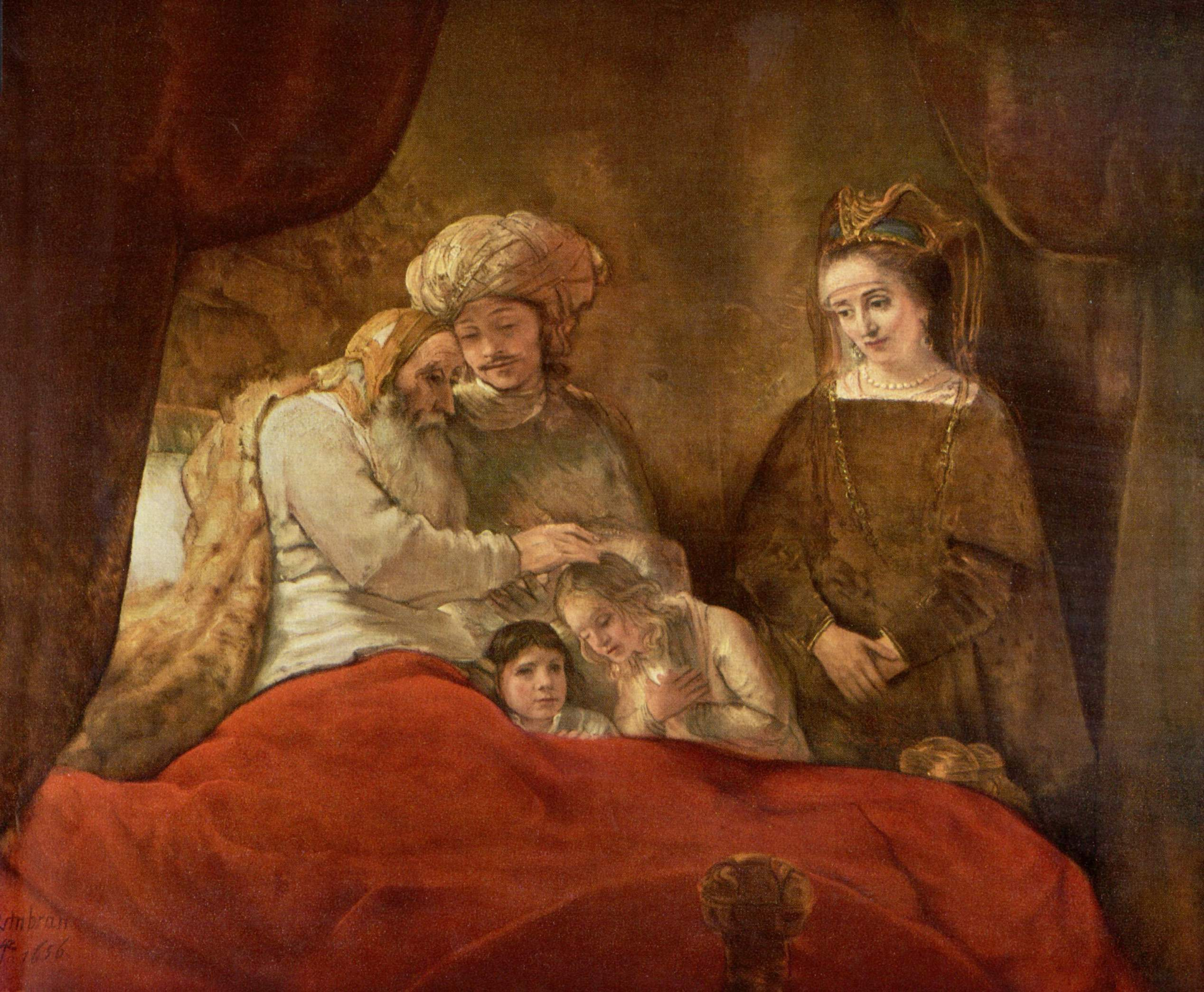
Jakobssegen: Jakob segnet Josefs Söhne (nach einem Gemälde Rembrandts, 1656)

Im Alten Testament spielt der Segen in den Erzählungen um den Patriarchen Jakob eine herausragende Rolle. Im Buch Genesis ist beschrieben, wie Jakob seinen älteren Zwillingsbruder Esau um den Erstgeborenensegen des Vaters Isaak bringt (Gen 27,1–40 ). Später erbittet Jakob nach seinem Kampf mit dem Engel von seinem Kontrahenten einen Segen, worauf ihm dieser den Namen Israel erteilt. Als Großvater segnet Jakob seine Enkel Ephraim und Manasse durch Handauflegung (Gen 48,13–16 ), wobei er den jüngeren Ephraim an erster Stelle segnet (Gen 48,17–20 ). Auf seinem Sterbebett segnet er jeden einzelnen seiner Söhne; diese Segenssprüche für die zukünftigen zwölf Stämme Israels nennt man den Jakobssegen (Gen 49,3–28 ).
Es können zwei Arten von Segen unterschieden werden: ein „priesterlicher Segen“ mit „absteigendem“ Charakter, der die Anrufung des Segens darstellt, der von Gott auf den Menschen herabkommt, etwa Num 6,24-26 , und ein Segen, der von der Erde zum Himmel, zu Gott „aufsteigt“; dabei ist Segnen gleichbedeutend mit dem Lob Gottes und dem Dank für seine Barmherzigkeit und Treue, beispielsweise in Ps 103,1 .

## Christentum
Der Segen, den Gott Abraham laut dem Alten Testament zugesprochen haben soll, ist nicht auf Israel beschränkt, sondern gilt im Neuen Testament nun auch für alle anderen Völker:

„Christus aber hat uns erlöst von dem Fluch des Gesetzes, da er zum Fluch wurde für uns – denn es steht geschrieben (Dtn 21,23 ): ‚Verflucht ist jeder, der am Holz hängt‘ –, damit der Segen Abrahams unter die Heiden komme in Christus Jesus und wir den verheißenen Geist empfingen durch den Glauben.“

Jesus segnet die Kinder (Mt 19,13–15 ; Mk 10,13–16 ; Lk 18,15–17 ): „Da brachte man Kinder zu ihm, damit er ihnen die Hände auflegte. Die Jünger aber wiesen die Leute schroff ab. Als Jesus das sah, wurde er unwillig und sagte zu ihnen: Lasst die Kinder zu mir kommen; hindert sie nicht daran! Denn Menschen wie ihnen gehört das Reich Gottes. Amen, das sage ich euch: Wer das Reich Gottes nicht so annimmt wie ein Kind, der wird nicht hineinkommen. Und er nahm die Kinder in seine Arme; dann legte er ihnen die Hände auf und segnete sie.“ (Mk 10,13–16 ). Durch das Bewusstsein seiner Kindschaft und das Bekenntnis zu seinen Eltern erlangen das Kind und auch die Eltern Zutritt in das Reich Gottes. Für Matthäus ging es bei der Segnung der Kinder demnach nicht um eine Handlungsweise, sondern um das Wesen der Gläubigen.
Paulus verstand den Begriff „Gnade“ als den zentralen Segensbegriff. Dieser sei in zwei Richtungen wirksam: Menschen empfangen diese Gnade von Gott (vgl. Röm 12,3-6  & 1 Petr 5,5 ) und Menschen geben Gott Gnade (vgl. 1 Kor 15,57  & 2 Kor 9,15 ). Das Segnen Gottes durch Menschen lässt sich im Sinne einer Antwort des Menschen auf zuvor von Gott Erfahrenes deuten. Daraus ergibt sich das Sinnbild eines Gespräches zwischen Gott und dem von ihm Angenommenen; ein Gespräch, in dem beide dieselbe Sprache sprechen.
Der Segen besitzt außerdem auch eine soziale Funktion: Wer andere Menschen als gesegnet bezeichnet, definiert dadurch deren Beziehung zu dem gemeinsamen Gott. Daraus wurde gefolgert, dass sich Segenempfangende und Segenspendende mit Gott in einer Segenssphäre befinden. Da selbst Gott sich im Alltag segnen lässt, spielen Statusunterschiede zwischen den Menschen hier keine Rolle (vgl. Hebr 7,7 ).

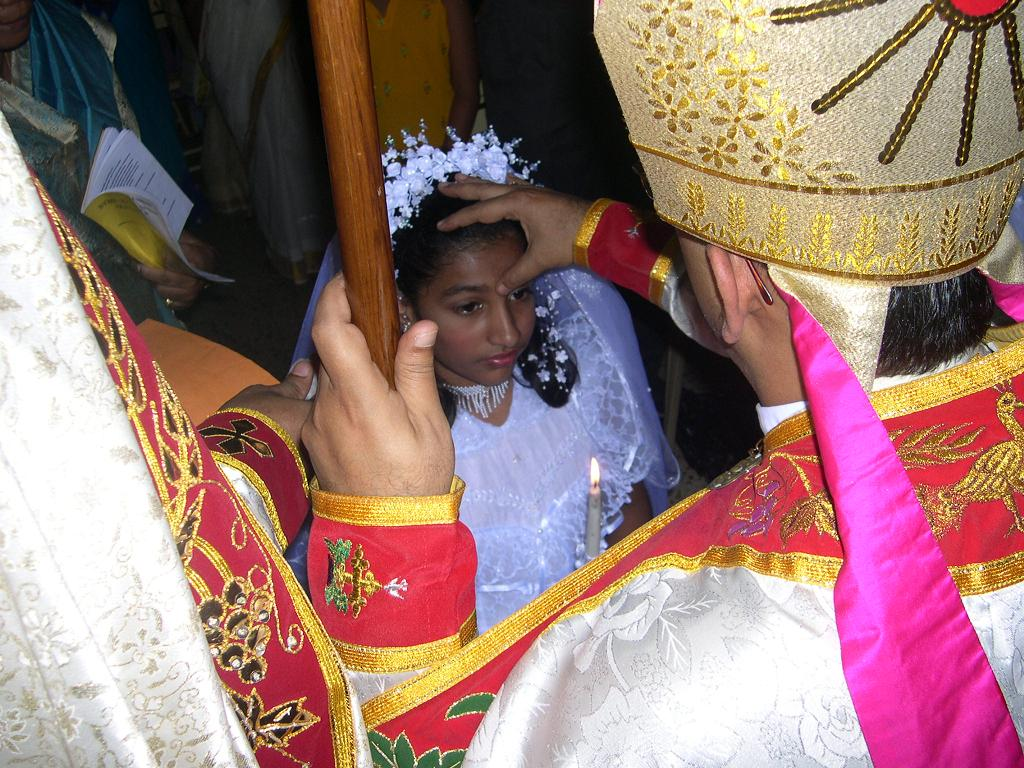
Ein Bischof segnet ein Kind durch die Bezeichnung mit dem Kreuz

Das Christentum versteht die Segnung als Lobpreis Gottes und Bitte um seine Hilfe und seinen Segen. Ein Segen wird meist mit der Geste des Kreuzzeichens vollzogen, manchmal ist er auch mit der Handauflegung verbunden. In der katholischen und orthodoxen Kirche wird der Segen oft durch die Besprengung mit Weihwasser begleitet (vgl. auch Asperges).
Die Begrifflichkeit, mit der Segenshandlungen bezeichnet werden, ist im Deutschen nicht einheitlich, teilweise widersprüchlich. Die Übersetzung lateinischer Termini in den liturgischen Büchern der römisch-katholischen Kirche ist uneinheitlich. Die Begriffe consecratio ‚Weihe‘, dedicatio ‚Widmung‘ und benedictio ‚Segnung‘ werden in den Quellen meist eindeutig unterschieden, jedoch kommen diese Differenzierungen im deutschen Begriff Weihe nicht zum Ausdruck. In der römisch-katholischen Liturgie ist eine Benediktion eine Segnung mit einer „Wirkung bleibender Art, die auch rechtliche Folgen haben kann“. Menschen werden zu einem besonderen Dienst vor Gott bestimmt (Abtsbenediktion, Jungfrauenweihe), Räume und Dinge werden für den gottesdienstlichen Gebrauch ausgesondert. In diesen Fällen wird meist von der Benediktion als Weihe gesprochen.
Speziell bei römisch-katholischen Kirchen und Kapellen spricht man von Benediktion, wenn aus rechtlichen oder anderen Gründen eine förmliche Kirchweihe nicht möglich ist und der Beginn der Nutzung und das Datum der Kirchweihe weit auseinander liegen; in diesem Fall soll die Kirche mit Beginn der Nutzung in einem einfacheren Ritus benediziert (gesegnet) werden.   
In der römisch-katholischen, den orthodoxen, der anglikanischen, den evangelisch-lutherischen Kirchen und ähnlichen Traditionen werden die meisten Segnungen durch Bischöfe, Priester oder Diakone vollzogen. Je näher eine Segens- oder Weihehandlung der Feier der Eucharistie steht, desto höher sind die Weihen, die dafür nötig sind. Auch Laien können segnen, etwa segnen Eltern ihre Kinder, Ordensobere die Angehörigen ihres Konvents. Die meisten christlichen Gottesdienste enden mit der Spendung des Schlusssegens durch den Liturgen.
Die in der römisch-katholischen Kirche gebräuchlichen Texte und Riten von Segnungen sind in einem liturgischen Buch, dem Benediktionale, enthalten. Segnungen werden dort verstanden als Zeichenhandlungen, die „das Leben der Einzelnen und der menschlichen Gemeinschaft in seinen verschiedenen Phasen und Bereichen aus dem Glauben deuten und gestalten“ sollen. Vor allem örtliche oder regionale Segenstraditionen, die Anlass zu Missverständnissen oder zum Aberglauben geben, sollen verbessert oder ersetzt werden.
Die Erklärung „Fiducia supplicans über die pastorale Sinngebung von Segnungen“ des vatikanischen Dikasteriums für die Glaubenslehre vom 18. Dezember 2023 unterscheidet zwischen zwei Typen von Segenshandlungen: Sie spricht von einem „liturgischen Segen“ im Sinne eines liturgischen Verständnisses von „Segnungen, insoweit sie zu offiziellen von der Kirche vorgelegten Feiern werden“; für solche  gibt es vorgeschriebene Abläufe, Riten und Gebete im Rituale Romanum, und es darf sich beim Segnen „nicht um Dinge, Orte oder Zufälligkeiten [handeln], die dem Gesetz oder dem Geist des Evangeliums widersprechen“; „wenn bestimmte menschliche Beziehungen durch einen besonderen liturgischen Ritus gesegnet werden, [muss] das, was gesegnet wird, den in die Schöpfung eingeschriebenen und von Christus, dem Herrn, vollständig geoffenbarten Plänen Gottes entsprechen“. Die Erklärung betont jedoch, dass die Bedeutung des Segens nicht auf diesen Gesichtspunkt allein reduziert werden darf, weil das bedeuten würde, „für einen einfachen Segen dieselben moralischen Bedingungen zu verlangen, wie sie für den Empfang der Sakramente gefordert werden“. Die Erklärung weitet daher die Perspektive aus auf ein pastoraltheologisches Verständnis von Segnungen „außerhalb eines liturgischen Rahmens“ „in einem Bereich größerer Spontaneität und Freiheit“, auf einen Segen, „der allen gespendet werden kann, ohne etwas zu verlangen“. Gemeint sind rituell nicht festgelegte Segensakte der Volksfrömmigkeit außerhalb der sakramentalen Liturgie, die hinsichtlich Sprache, Rhythmus, Verlauf und theologischer Akzente volksfrommen Übungen entsprechen; an Spender und Empfänger werden keine Voraussetzungen gestellt: „Wenn Menschen einen Segen erbitten, sollte eine umfassende moralische Analyse keine Vorbedingung für die Erteilung des Segens sein. Und auch darf von ihnen keine vorherige moralische Vollkommenheit verlangt werden.“ Solche Segnungen haben den Charakter einer „Bitte um Gottes Hilfe, eine Bitte, besser leben zu können, das Vertrauen auf einen Vater, der uns helfen kann, besser zu leben“, und auch eine Danksagung „für das Gute, das [Gott] getan hat, und die Wohltaten, die [jemand] empfangen hat“. Dieses Verständnis von Segen war bereits in der von Joseph Ratzinger unterzeichneten Istruzione circa le preghiere per ottenere da Dio la guarigione (‚Instruktion über Gebete, um Heilung von Gott zu erbitten‘) vom 14. September 2000 grundgelegt, in der ebenfalls unterschieden wird zwischen liturgischen und nicht-liturgischen Heilungsgebeten („Heilungsgebete gelten als liturgisch, wenn sie in den von der zuständigen Autorität der Kirche approbierten liturgischen Büchern enthalten sind; andernfalls sind sie nicht-liturgisch“). Nicht-liturgische oder nicht-rituelle Heilungsgebete sind demnach rechtmäßig erlaubt.

### Verschiedene Segensformen
In der Liturgie der lateinischen Kirche entstanden verschiedene Formen der Segensspendung:
- Aaronitischer Segen (Priestersegen)
- Apostolischer Segen (darunter der Segen Urbi et orbi)
- Blasiussegen
- Mainzer Segen
- Muttersegen
- Pilgersegen
- Primizsegen
- Sakramentaler Segen
- Trinitarischer Segen
- Wettersegen

## Segensprecher
In der Frühen Neuzeit wurde das Segensprechen wie auch das Wahrsagen durch dazu nicht als befugt angesehene Laien als verbotene und verdächtige Handlung bewertet und von staatlichen und kirchlichen Behörden bekämpft und geahndet. Die württembergische Obrigkeit erließ wie auch andere Länder und Obrigkeiten im 16. und 17. Jahrhundert Verordnungen gegen „Medikaster und Segensprecher, Zauberer, Wahrsager und Teufelsbeschwörer“ und wünschte, dass das „hochverpoente und verdammliche Laster des Segensprechens ganz ausgerottet werde“.  1688 geriet Hans Mattheß aus Borstendorf im Amt Augustusburg in einen Hexenprozess und wurde unter dem Vorwurf des Segensprechens mit sechs Wochen Haft bestraft.
Eine Siegerländer „geschworene Montagsordnung“ im Amt Siegen von 1586 schrieb das Segensprechen suspekten Randgruppen der Gesellschaft zu:

„Zigeuner, Landstreicher, herrenlose Gardenknechte, Umbgänger mit Geygen, Leyren und anderem Seitenspiel, Spitzbuben, Kundtschaffter, Außsprecher, zum Müßiggang abgerichtete Landbettler, Störger, Zanbrecher und was dergleichen loß Gesindlein ist, so vielmahls uff Verretherey, morden, rauben, stehlen, brennen und ander Unglück anzustifften abgerichtett, item Wahrsager, Teuffelsfenger,
Christallenseher, Segensprecher, die sich vor Ärzte, Menschen und Viehe zu helffen, außgeben.“

„Segensprecher, Sauveur [Heilsbringer], eine Art Landstreicher, so in Spanien und Italien herum lauffen, und die Leute überreden, daß sie mit ihrem blossen Athem, oder Speichel, oder durch gewisse Segen und Gebete allerhand Kranckheiten heilen können.“

Bei den Nehrungskuren galt Segensprechen als Teil der alten baltischen heidnischen Religion und wurde in einem Visitationsbericht von 1670 über die Verhältnisse in Kunzen und Sarkau angesprochen: „Am schlimmsten seien die Pillkopper und Preeder. Es gebe Wahrsager, Böther, Segensprecher, auch Salzpuster in Rossitten.“

## Zaubersegen
Eine Abgrenzung des christlichen Segens vom nicht unbedingt christlichen Zauberspruch ist kaum möglich, insbesondere da im Mittelalter aus Antike und heidnischem Frühmittelalter überlieferte Sprüche christlich überformt wurden und so als christliche Segen erscheinen. Entsprechend ihrer Bestimmung wird eine Reihe verschiedener Formen des Zaubersegens unterschieden:
Allgemeines, Zeiten
- Generalsegen
- Morgensegen[26]
- Abendsegen, Nachtsegen
- Kindersegen
- Waschsegen
  - Händewaschsegen
- Corona-Segen
- Spottsegen[27]

Schutzsegen
- Reisesegen, Fahrsegen
- Gerichtssegen
- Kriegssegen
  - Waffensegen

Besitz
- Haussegen
  - Dreikönigssegen
  - Wichtelsegen
- Diebessegen
- Feuersegen
- Glockensegen

Gesundheit
- Augensegen[28][29]
- Wundsegen (bei Hieb-, Schnitt-, Stich-, Schuss- und Bisswunden sowie Quetschungen)[30]
  - Botensegen: mit einem Botengang und Weihwasser-Anwendung verbundener Wundsegen[31][32][33]
- Blutsegen: Sonderform der Wundsegens, zur Blutstillung bei äußerlichen Blutungen, etwa durch Verletzung oder bei Nasenbluten, angewendete Segensform[34]
  - Drei-Engel-Segen[35]
  - Longinussegen[36]
  - Jordansegen[37][38]
  - Bamberger Blutsegen
  - Abdinghofer Blutsegen
  - Millstätter Blutsegen
- Fiebersegen
- Heilmittelsegen
- Pfeilsegen
- Wurmsegen: nicht nur bei Wurmbefall, sondern bei Mensch und Tier angewandt bei verschiedenen inneren Erkrankungen wie zum Beispiel Krebs oder Schwindsucht
- Zahnsegen

Nahrung
- Milchsegen
- Salzsegen
- Wassersegen
- Weinsegen

Landwirtschaft und Jagd, Tiere und Pflanzen,
- Baumsegen
- Kräutersegen
- Fruchtbarkeitssegen und Erntesegen
  - Flachssegen
- Jagdsegen, Wildsegen
  - Fischersegen
  - Jägersegen
- Pilzsegen

Tiersegen und Viehsegen
- Bienensegen
- Gänsesegen
- Hühnersegen
- Hundesegen
- Pferdesegen
- Schweinesegen
- Taubensegen
- Wolfssegen

Eine umfangreiche Sammlung von Segensformeln findet sich im von Adolf Spamer zusammengetragenen Corpus der Segen und Beschwörungsformeln, das auch online verfügbar ist.